# Kohoutovický potok
Kohoutovický potok je necelé 2 km dlouhý vodní tok nacházející se na území brněnských městských částí Brno-Kohoutovice a Brno-střed na katastrálních územích Kohoutovice a Pisárky. Horní část toku je přírodní památkou (Údolí Kohoutovického potoka), spodní část toku je vedena v potrubí nebo v umělém korytě kolem nedalekého muzea Anthropos. Potok je pravým přítokem řeky Svratky.

## Galerie

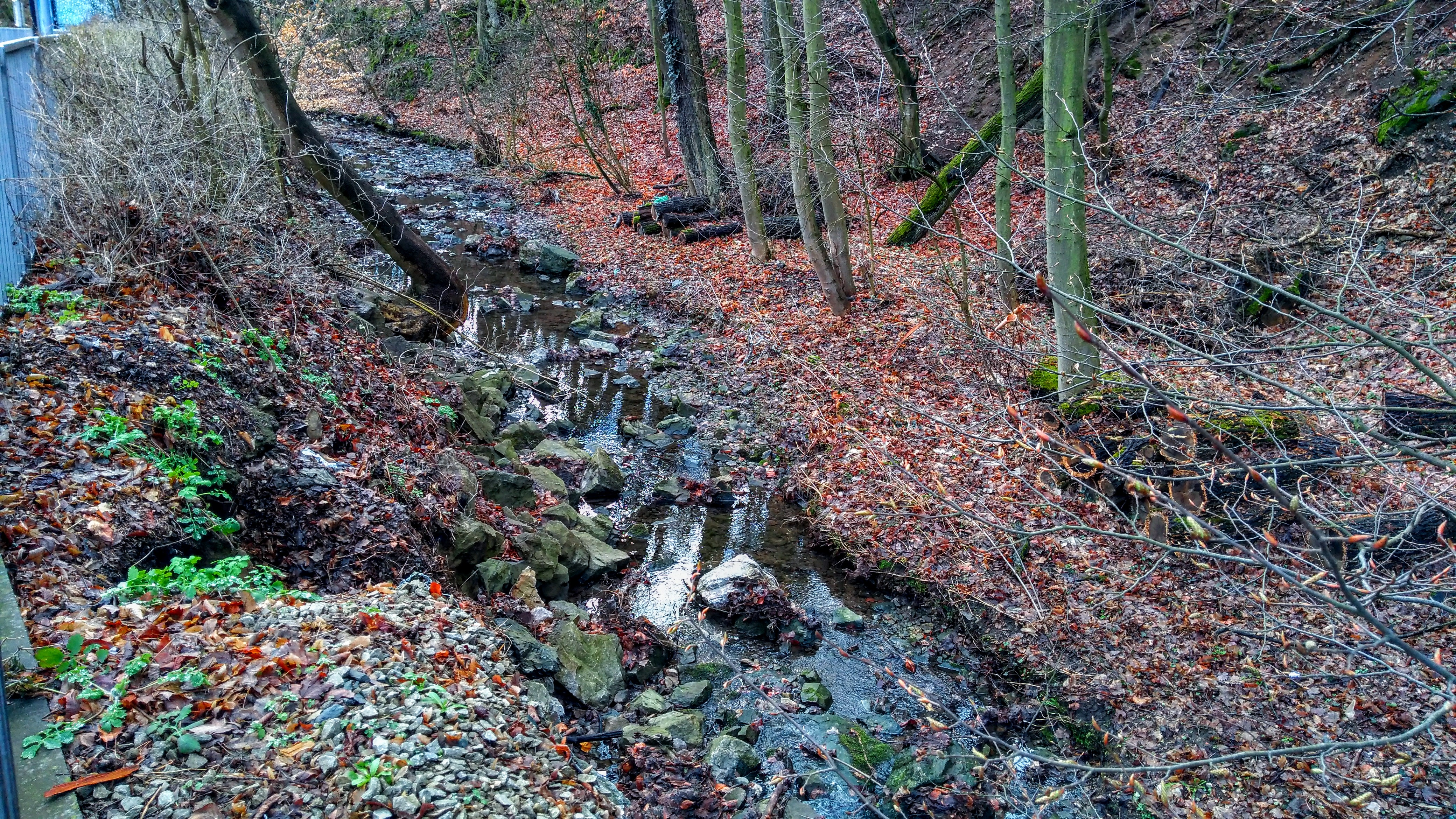
Potok v Pisárkách.
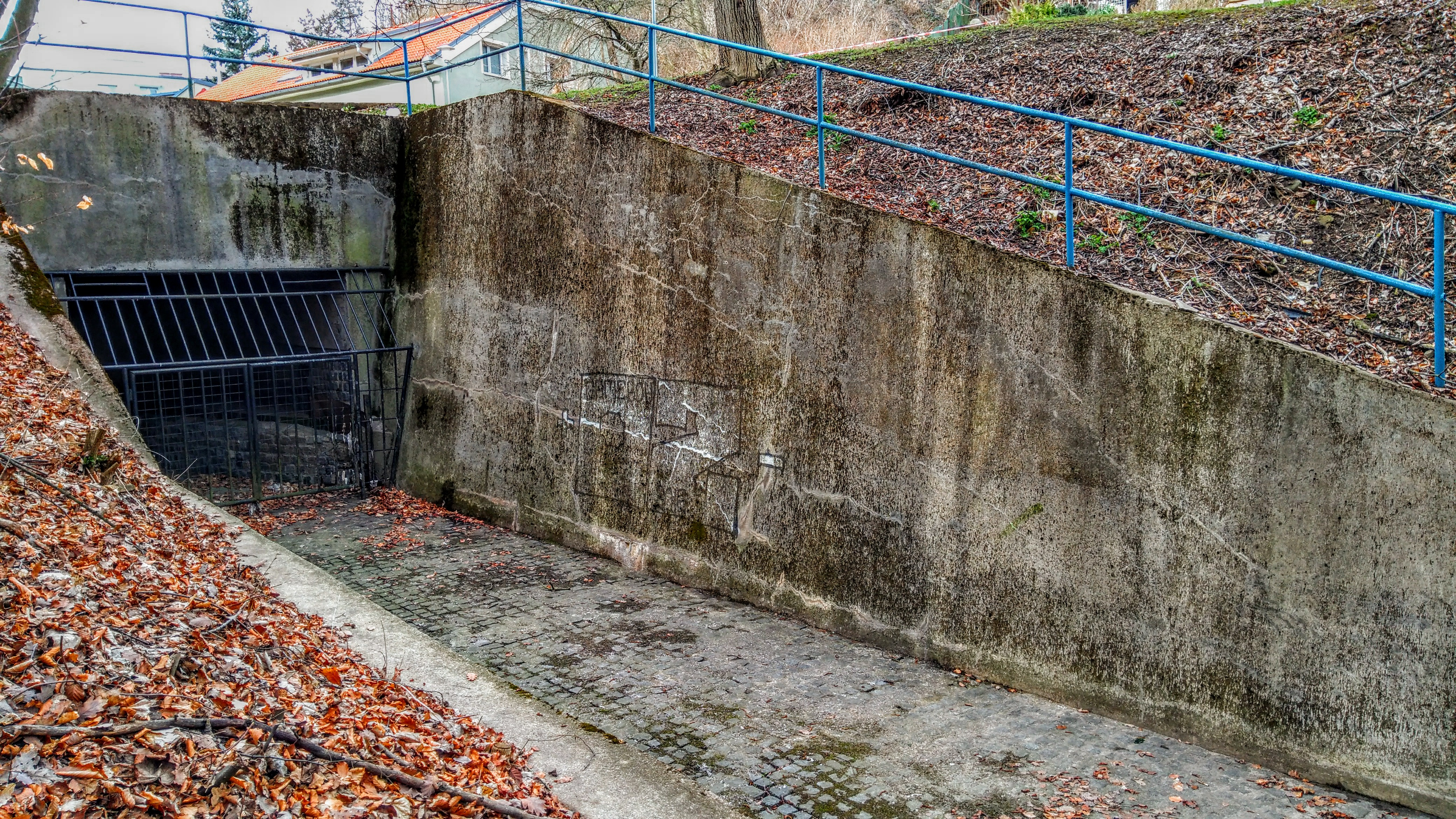
Odlehčení kanalizace nad potokem.